# Франклин — Гордон-Уайлд-Риверс
Франклин — Гордон-Уайлд-Риверс (англ. Franklin-Gordon Wild Rivers National Park) — национальный парк в штате Тасмания, Австралия.

## Описание, история
Через северную часть парка проходит автодорога Шоссе Лайелл (A10). Ближайшие населённые пункты — Куинстаун и Стран. Бо́льшая часть парка доступна только опытным путешественникам в связи со сложным ландшафтом и обильной растительностью. Встречаются хвойные деревья Lagarostrobos возрастом до 3000 лет.
На территории национального парка Франклин — Гордон-Уайлд-Риверс располагается такой всемирно известный геологический объект как кратер Дарвин, природный памятник метеоритного происхождения и одновременно источник минерала дарвинское стекло, разбросанного по окрестностям в обширной концентрической территории около 410 км². К условно обозначенным границам кратера можно совершить пешую экскурсию.
Достопримечательности
- Река Гордон
  - Плотина Гордон
  - Озеро Гордон
- Река Франклин
- Водопад Нельсон[англ.]
- Гора «Французская шапочка» (1443 м)
- Пещера Кутикина[англ.]
- Множество следов обитания коренных тасманийцев, найденные артефакты датируются вплоть до 17-го тысячелетия до нашей эры[5].
- Кратер Дарвин

Природоохранная зона на месте будущего национального парка была основана в 1908 году. Статус «национальный парк» был получен в 1981 году. С 1978 по 1983 год защитники дикой природы боролись, чтобы в парке на реке Франклин не была построена плотина и гидроэлектростанция, и их усилия увенчались успехом. C 1982 года парк входит в объект Всемирного наследия ЮНЕСКО «Дикая природа Тасмании».
С севера «Франклин — Гордон-Уайлд-Риверс» вплотную граничит с другим национальным парком — Крейдл-Маунтин — Лейк-Сент-Клэр, с юга — с Юго-Западным национальным парком.